# Pentamerismus erythreus
Pentamerismus erythreus är en spindeldjursart som först beskrevs av Ewing 1917.  Pentamerismus erythreus ingår i släktet Pentamerismus och familjen Tenuipalpidae. Inga underarter finns listade i Catalogue of Life.